# Steinkiste auf dem Whitehorse Hill

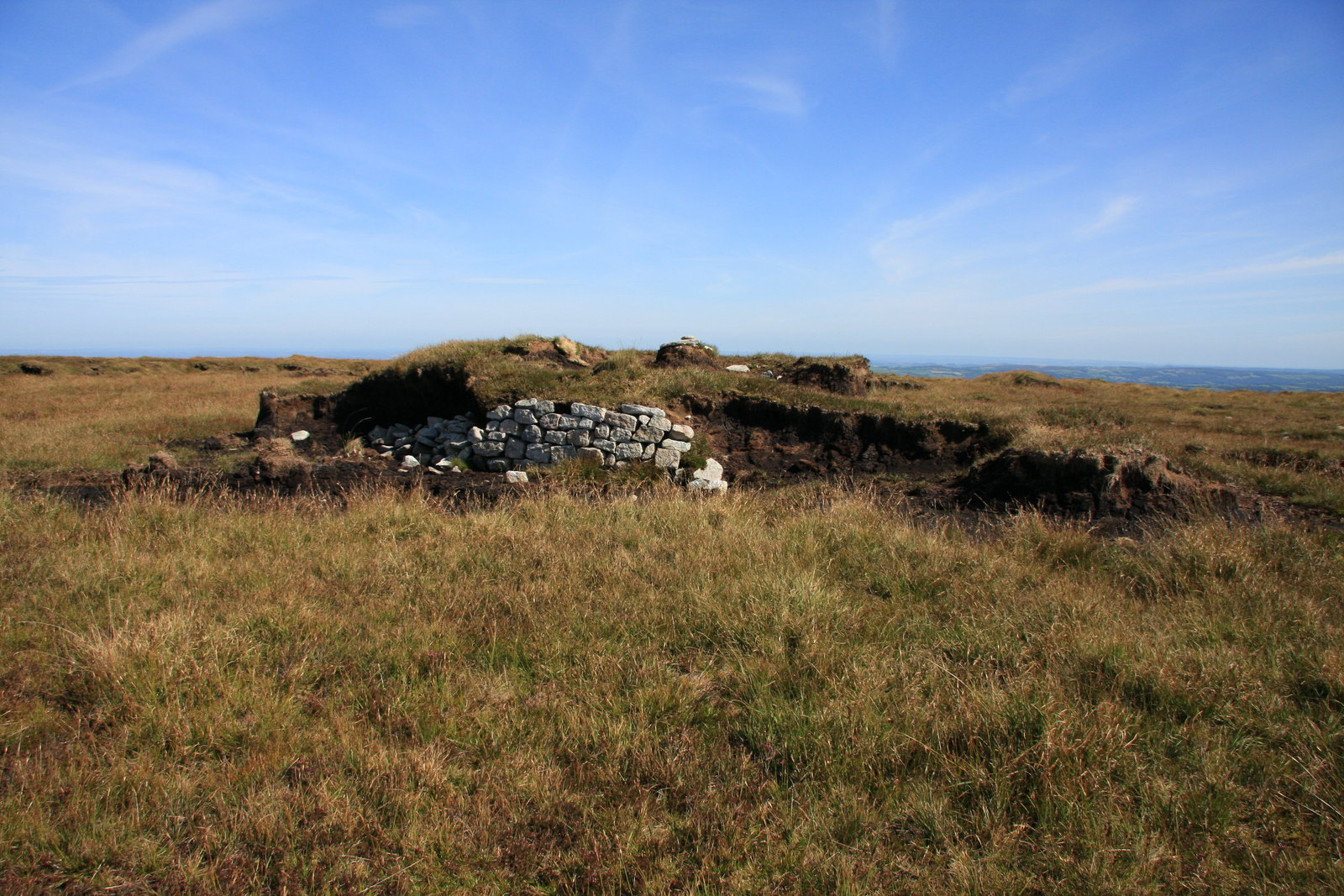
Steinkiste auf dem Whitehorse Hill

Die 2011 erfolgte Ausgrabung einer bronzezeitlichen Steinkiste auf dem Whitehorse Hill nördlich von Postbridge erbrachte Funde, die eine frühe Beziehung Dartmoors in Devon in England mit dem Kontinent belegen. In der aus Granit erstellten ungeöffnet vorgefundenen Steinkiste im Torfmoor, wurden organische Reste und etwa 150 Perlen gefunden. Die Steinkiste misst etwa 1,5 × 0,75 m und konnte auf 1900 bis 1500 v. Chr. datiert werden.
Die Funde geben einen Einblick in das Leben am Moor. Die Forscher fanden eingeäscherte menschliche Knochen einer 15 bis 25 Jahre alten Person, Schmuck und Textilien eingewickelt in ein Fell. Zinnfunde deuteten darauf hin, dass die Menschen dieses Metall in Dartmoor früher als bisher angenommen gewannen. Die Artefakte aus Schiefer und Bernstein sind Materialien, die in Großbritannien nicht heimisch sind und zeigen Beziehungen der Region zum Kontinent. Die Kiste enthielt ein Lederband mit Quasten und die frühesten Beispiele von gedrechselter Holzbearbeitung, bei denen es sich um Ohrstecker handeln könnte. 
Dies war die erste Ausgrabung einer Steinkiste auf Dartmoor seit 100 Jahren und sie gilt als die wichtigste Sammlung von prähistorischen Grabbeigaben aus der Region. Die Entdeckung der Kiste erfolgte 10 Jahre zuvor und die Archäologen hofften, dass eine ungeöffnete Steinkiste wichtige Hinweise über die Umwelt vergangener Zeiten liefern würde. Die Steinkiste ist wegen der Lage im Torf und der Trennung von anderen prähistorischen Ausgrabungsstätten besonders ungewöhnlich. Die Lage der Bestattung auf 600 Meter über dem Meeresspiegel im Nordmoor beginnt die Lücken zu füllen, die es derzeit gibt, da sehr wenig Belege für prähistorische Aktivitäten in diesem Bereich vorliegen.